# Capitaines courageux, une histoire du banc de Terre-Neuve
Cet article possède un paronyme, voir Capitaines courageux.
Capitaines courageux, une histoire du banc de Terre-Neuve (en anglais Captains Courageous), le plus souvent abrégé sous le titre Capitaines courageux, est un roman de Rudyard Kipling publié en 1897.

## Résumé
Le récit décrit la rencontre d'un fils de millionnaire de quatorze ans, Harvey Cheyne, avec des pêcheurs du banc de Terre-Neuve. Le jeune garçon tombe à l'eau lors d'une traversée de l'Atlantique et est recueilli par les pêcheurs. Il apprend alors leur métier et finit par retrouver sa famille qui le croyait noyé.

## Adaptations

### Cinéma
- 1937 : Capitaines courageux (Captains Courageous), film américain réalisé par Victor Fleming, produit par Louis D. Lighton (en), avec Spencer Tracy, Freddie Bartholomew, Lionel Barrymore, Melvyn Douglas, Mickey Rooney et John Carradine
- 1994 : Cabin Boy, film américain réalisé par Adam Resnick qui adapte librement des passages du roman de Kipling

### Télévision
- 1977 : Capitaines courageux (Captains Courageous), téléfilm américain réalisé par Harvey Hart, avec Karl Malden, Ricardo Montalbán, Fritz Weaver, Fred Gwynne et Neville Brand
- 1996 : Capitaines courageux (Captains Courageous), téléfilm canado-américain réalisé par Michael Anderson, avec Robert Urich, Kenny Vadas, Kaj-Erik Eriksen, Sandra Nelson (en) et Colin Cunningham

### Comédie musicale
- 1999 : Captains Courageous : The Musical, une production Off-Broadway du Manhattan Theatre Club

### En littérature
- 1997 : The Billion Dollar Boy (en), roman de science-fiction écrit par Charles Sheffield qui reprend le récit de Kipling sous le mode du space opera